# Martillac
Martillac  ist eine französische Gemeinde im Département Gironde in der Region Nouvelle-Aquitaine. Die Gemeinde liegt im näheren Einzugsgebiet der Stadt Bordeaux. Während Martillac im Jahr 1962 noch über 877 Einwohner verfügte, zählt man aktuell 3581 Einwohner (Stand 1. Januar 2022).
Die Gemeinde gehört zum Kanton La Brède im Arrondissement Bordeaux.

## Bevölkerungsentwicklung
| Jahr                       | 1962 | 1968 | 1975 | 1982 | 1990 | 1999 | 2007 | 2017 |
| Einwohner                  | 877  | 965  | 1090 | 1309 | 1652 | 2020 | 2293 | 3067 |
| Quellen: Cassini und INSEE |      |      |      |      |      |      |      |      |

## Weinbau
Martillac ist ein Weinbauort in der Weinbauregion Graves und gehört zur Appellation Pessac-Léognan.

## Baudenkmäler
- Kirche Sainte-Quitterie

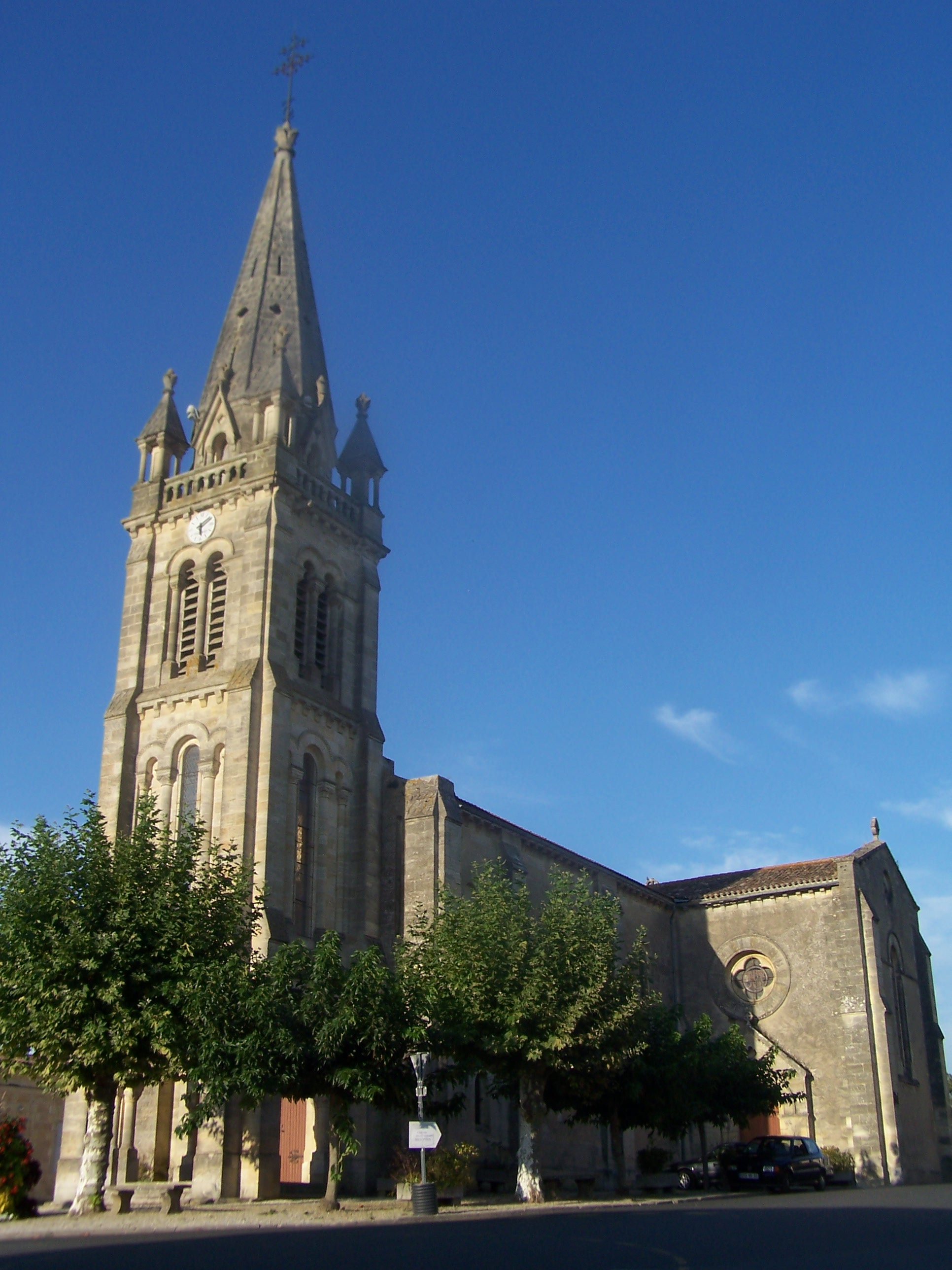
Kirche Sainte-Quitterie

Siehe auch: Liste der Monuments historiques in Martillac